# 6568 Serendip
6568 Serendip là một tiểu hành tinh vành đai chính với chu kỳ quỹ đạo là 1482.9828949 ngày (4.06 năm).
Nó được phát hiện ngày 21 tháng 2 năm 1993.